# Thanatopsis
Thanatopsis é uma banda americana de metal experimental composta pelo guitarrista Buckethead, tecladista Travis Dickerson e baterista Ramy Antoun (conhecido por seu trabalho com Seal). Tiraram esse nome de um poema de William Cullen Bryant. A banda lançou três álbuns: Thanatopsis em 2001, Axiology em 2003 e Anatomize em 2006.

## Integrantes
- Buckethead – guitarra elétrica e acústica
- Travis Dickerson – teclados, produção
- Ramy Antoun – bateria

## Discografia
- Thanatopsis (2001)
- Axiology (2003)
- Anatomize (2006)
- Requiem (2015)